# 47e division (armée impériale japonaise)
Pour les articles homonymes, voir 47e division.
La 47e division (第47師団, Dai-yonjū-nana shidan) est une unité d'infanterie de l'armée impériale japonaise. Son nom de code est Division Projectile (弾兵団, Dan-heidan). Elle est créée en mai 1943 à Hirosaki. Elle participe à la bataille de l'ouest du Hunan sous le commandement du lieutenant-général Hiroshi Watanabe.